# Bella Vista Airport
Bella Vista Airport är en flygplats i Bolivia.   Den ligger i departementet Beni, i den norra delen av landet, 600 kilometer norr om huvudstaden Sucre. Bella Vista Airport ligger 159 meter över havet.
Terrängen runt Bella Vista Airport är mycket platt. Trakten runt Bella Vista Airport är nära nog obefolkad, med mindre än två invånare per kvadratkilometer..
Omgivningarna runt Bella Vista Airport är huvudsakligen savann.